# 이케르 카시야스
이케르 카시야스 페르난데스(스페인어: Iker Casillas Fernández ˈiker kaˈsiʎas ferˈnandeθ[*], 1981년 5월 20일 ~ )는 스페인의 전 프로 축구 선수로, 포지션은 골키퍼였다.
카시야스는 1990년에 레알 마드리드 유소년 아카데미에 입단해 축구를 시작했다. 1999년에 성인 무대로 올라간 이래, 그는 구단과 16년을 보냈고, 말년에는 선수단의 주장도 맡았다. 마드리드 구단과 큰 성공을 거두면서 라 리가를 5번, (2000-01, 2002-03, 2006-07, 2007-08, 2011-12) 코파 델 레이를 2번, (2010-11, 2013-14) 수페르코파 데 에스파냐를 4번, (2001, 2003, 2008, 2012) UEFA 챔피언스리그를 3번, (1999-2000, 2001-02, 2013-14) UEFA 슈퍼컵을 2번, (2002, 2014) 인터콘티넨털컵을 1번, (2002) 그리고 FIFA 클럽 월드컵을 1번 (2014) 우승했다. 구단 경기에 725경기 출전한 카시야스는 라울에 이어 마드리드에서 두번째로 많은 경기에 출전한 선수이다.
카시야스는 2000년 6월, 19세의 나이에 스페인 국가대표팀 경기에 처음 출전했다. 현재까지 그는 167 경기에 출전해 스페인의 최다 국가대표팀 경기에 출전한 기록을 지니고 있으며, 역대공동 6번째로 많은 경기에 출전한 남자 선수이기도 하고, 공동 유럽 역대 최다 출장 선수이기도 하다. 그는 2002년 FIFA 월드컵에서 국가대표팀의 주전 수문장을 맡았고, UEFA 유로 2004와 2006년 FIFA 월드컵에도 참가했다. 2008년, 그는 스페인 국가대표팀 주장으로 선임되었고, UEFA 유로 2008에서 조국을 44년만의 유럽 정상으로 이끌었다. 카시야스 주장의 체제 하에, 스페인은 2010년에 사상 첫 FIFA 월드컵 우승을 거두었고, 2012년에는 유럽 정상을 방어했다. 2014년 FIFA 월드컵에서 카시야스는 국가대표팀 동료 차비 에르난데스와 함께, 스페인을 대표로 4번째 FIFA 월드컵에 참가해 안도니 수비사레타와 페르난도 이에로와 함께 이 부문에서 어깨를 나란히 했다.
IFFHS 최우수 골키퍼로 역대 최다인 5회 연속으로 선정된 카시야스는 최고이자 역대 가장 성공적인 골키퍼들 중 한명으로 거론되며, 잔루이지 부폰에 이어 2위로 2010년에 IFFHS로부터 근 50년 및 25년간 최우수 골키퍼에 선정되었다. 수 차례 선방을 보여줄 수 있는 능력으로 "성 이케르" ("San Iker") 라는 별칭이 붙어 있는 그는 전성기에 운동 신경이 뛰어난 수문장으로, 반응이 빠르며, 슛을 막는 특출한 능력을 지녔다.
카시야스는 2008년에 유럽 올해의 축구 선수 후보로 거론되었고, 최종적으로 4위를 차지했다. 2012년 말, 그는 UEFA 올해의 팀으로 역대 최다인 6번 선정된 선수가 되었다: 그는 FIFPro 세계 XI에 최다 선정된 골키퍼라는 기록도 가지고 있다. 2011년을 기준으로, 카시야스는 몇 되지 않는 클럽 및 국가대표팀 대회에서 우승을 모두 차지한 선수가 되었다. 2010년 10월 19일, 그는 UEFA 챔피언스리그 최다 출전 골키퍼로 이름을 올렸고, 2011년 11월에는 스페인 국가대표팀 최다 출전 선수도 되었다. 2015년 9월, 그는 UEFA 챔피언스리그 최다 출전을 기록한 선수가 되었다. 국가대표팀 경기에 167번 참가한 카시야스는 프란츠 베켄바워와 디디에 데샹에 이어 FIFA 월드컵, UEFA 챔피언스리그, UEFA 유럽 축구 선수권 대회 우승을 거둔 역대 세 번째 축구 주장이다.

## 유년 시절
카시야스는 1981년 5월 20일, 마드리드 지방의 모스톨레스에서 교육부 공무원인 호세 루이스 카시야스와 미용사 마리아 델 카르멘 페르난데스 곤살레스 사이에서 났다. 그의 부모 모두 아빌라 주 나발라크루스 출신이었다. 이케르는 유년 시절에 한 때 바스크 지역에 거주하기도 했지만, 그는 항상 마드리드를 그의 고향으로 여겼다. 카시야스는 7세 아래의 동생인 우나이가 있는데, 모스톨레스에서 중앙 미드필더로 활약하기도 했다.
유년 시절, 그의 부친은 종이의 14개의 경기 결과를 모두 정확히 예측했지만 카시야스가 부친의 주말 축구 예상지를 제출하는 것을 잊어 가족이 €1.2M (£1M)의 거금을 날리기도 했다.

## 클럽 경력

### 레알 마드리드

#### 초기 경력
카시야스는 1990-91 시즌, 공장으로도 알려진 레알 마드리드의 유소년 아카데미에 입단했다. 1997년 11월 27일, 그는 로센보르그와의 UEFA 챔피언스리그 경기를 앞두고 16세의 나이에 1군으로 처음 차출되었다. 2000년, 그의 19번째 생일로부터 나흘 뒤에 UEFA 챔피언스리그 결승전에 출전한 최연소 골키퍼가 되었는데, 레알 마드리드는 발렌시아를 3-0으로 완파했다.

#### 2001–2010
2001-02 시즌 카시야스는 부진한 활약으로 세사르 산체스에게 자리를 내주었지만, 산체스가 2002 UEFA 챔피언스리그 결승전에서 부상으로 나가면서 재기의 기회를 잡았다. 카시야스는 교체로 들어가 수 차례 선방을 보여 레버쿠젠의 파상공세를 막아내고 UEFA 챔피언스리그 우승에 일조했다. 레알 마드리드는 이 경기에서 2-1로 이겼다.

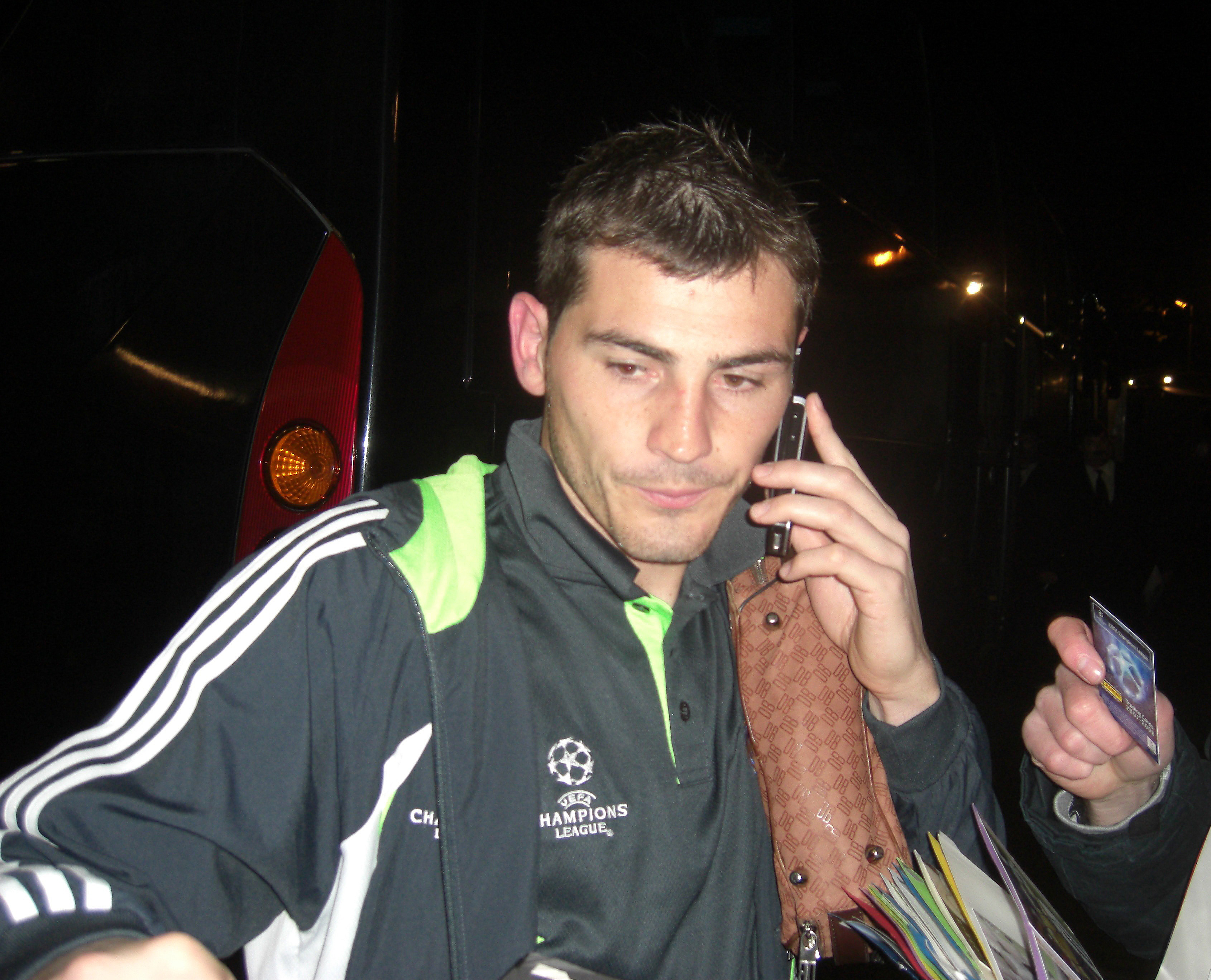
2007년의 카시야스

2007-08 시즌은 카시야스에게 많은 소득을 가져다 준 시즌이었는데, 레알 마드리드는 31번째 라 리가 우승을 차지했는데, 그는 36경기에서 32골만 허용해 사모라 트로피를 획득했다. 2008년 2월 14일, 그는 라울과 함께 종신 계약을 제의받았다. 카시야스는 연장 계약을 체결해 2017년까지 구단에 남게되었고, 계약 마지막 시즌에 30번의 공식 경기에 출장할 경우 자동으로 계약을 갱신할 수 있게 되었고, £113M의 인수 조항이 붙었다. 그의 활약상은 UEFA 올해의 팀에 두 번째로 이름을 올리게 만들었다.
2009년 2월, 카시야스는 불과 27세의 나이에 545번째 경기에 출전해 프란시스코 부요와 함께 레알 마드리드의 역대 최다 출전 골키퍼로 이름을 올렸고, 이후에 이 기록을 경신했다. 2009년 여름 이적 시장에서, 일부 스페인 언론은 맨체스터 시티가 그를 영입하기 위해 기록적인 £129M을 책정했다는 보도를 했다. 그러나, 구단은 그런 제의는 없었다며 소문을 일축했다. 맨체스터 유나이티드도 그에게 제의했다는 소문이 있었지만, 가격에 대한 언급은 없었다. 그는 이전에도 다른 프리미어리그 구단들의 제의를 받기도 했지만, 카시야스는 스스로 유년 시절부터 같이한 구단을 "떠날 의사는 없다"라고 밝혔다.

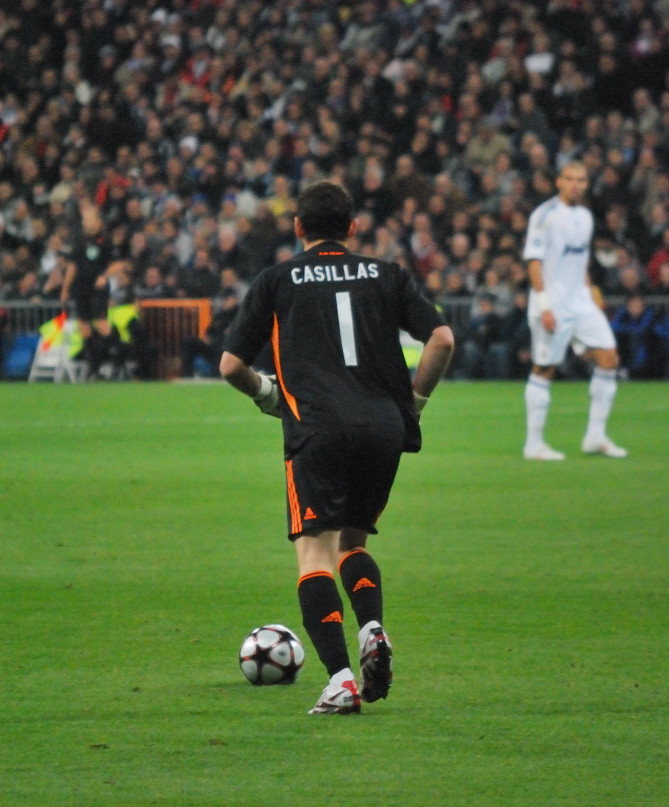
2009년, 레알 마드리드 경기의 카시야스

2009-10 시즌의 10월 4일자 세비야와의 경기에서 카시야스는 결정적인 상황에서 또다시 선방해냈다. 그는 한쪽 골대에서 다른 한쪽으로 뛰어들어 1대1로 가까이 마주한 디에고 페로티의 슛을 막아냈다. 경기 후, 그는 스페인 동료 골키퍼들과 잉글랜드의 전 골키퍼 고든 뱅크스의 찬사를 받았는데, 뱅크스는 "카시야스의 반사신경은 뛰어나다. 그는 꾸준이 이렇게 활약하면 역사상 최고의 골키퍼들 중 한명으로 거론될 것이다"라고 표의했다. 에우로파 프레스는 카시야스가 2010년에 온라인상에서 두 번째로 인기 있는 스페인 운동 선수라고 밝혔다. 이 연구는 비프넷360 사가 연구했는데, 이들은 페이스북, 트위터, 그리고 유튜브 등에 나타난 온라인 노출도를 조사했다.

#### 2010–2015
2010-11 시즌, 레알 마드리드의 정주장과 부주장인 라울과 구티가 동시에 떠나면서, 카시야스는 신임 정주장이 되었고, 세르히오 라모스, 마르셀루, 그리고 곤살로 이과인이 서열에 따라 부주장, 삼주장, 사주장을 맡게 되었다.
2011-12 시즌 카시야스는 IFFHS 최우수 골키퍼로 선정되었는데, 그는 잔루이지 부폰에 이어 이 부문에 4차례 선정된 두 번째 골키퍼이자 유일하게 4년 연속으로 선정된 카시야스는 2012년 1월 22일, 4-1로 이긴 아틀레틱 빌바오와의 경기에서 600번째 경기를 치렀다. 2012년 5월 2일, 빌바오 원정에서의 3-0 완승으로 카시야스는 자신의 5번째이자 레알 마드리드 주장으로서의 첫 라 리가 우승을 차지했다.

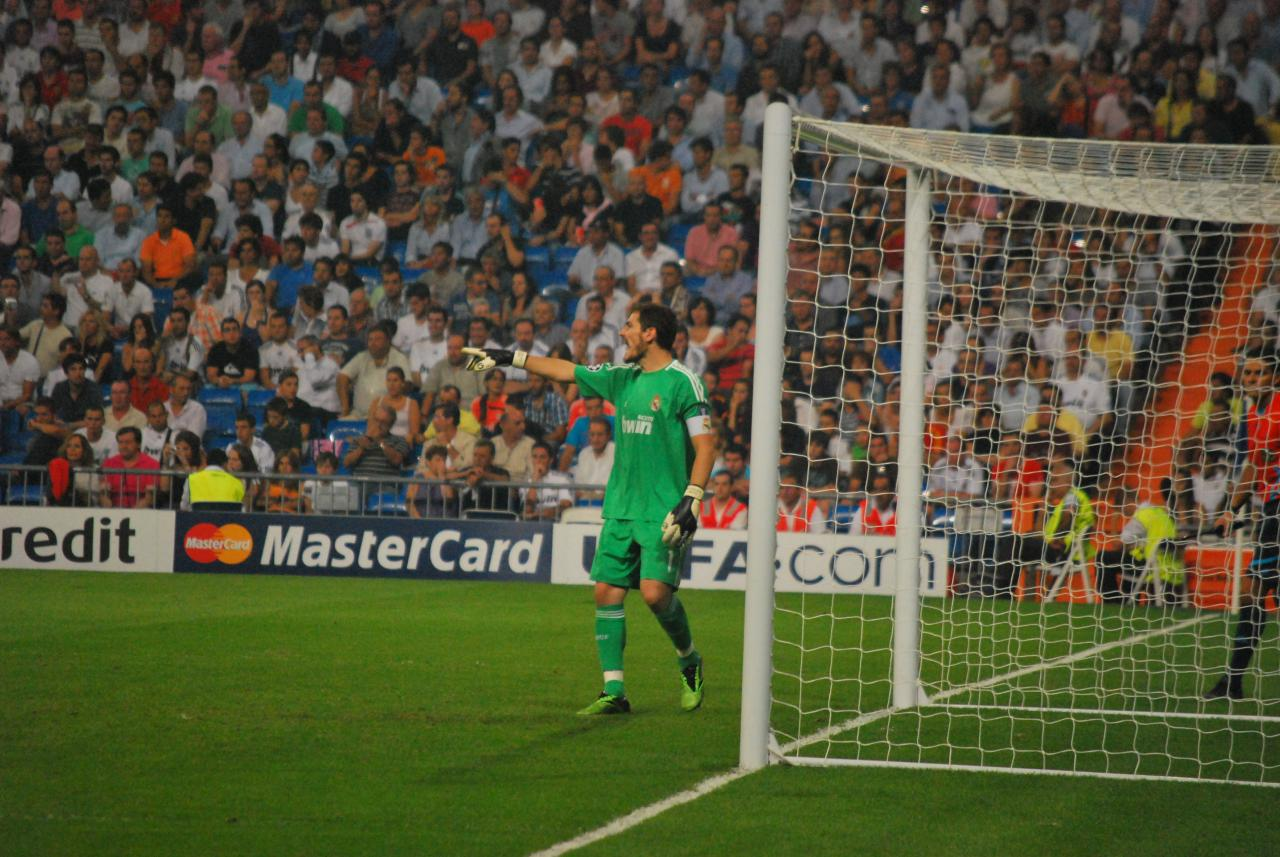
산티아고 베르나베우의 카시야스

2012년 12월 22일, 카시야스는 말라가와의 라 리가 경기에서 주제 모리뉴에 의해 후보로 밀려났고, 그의 자리는 안토니오 아단이 가져갔다. 이 일을 계기로 포르투갈인 감독과 선수간의 씁쓸한 불화가 이어지기 시작했고, 일부의 경우, 몇몇의 국제적인 사건과 함께 카시야스가 스스로 언론에 고의적으로 폭로했다. 이 사건으로 레알 마드리드의 지지자들 사이에 의견차가 생겼는데, 카시야스는 이 일로 "골첩자" (topor, "첩자 (topo) 와 "골키퍼" (portero)의 혼성어) 로 불리게 되었다. 2012-13 시즌, 카시야스는 IFFHS 최우수 골키퍼로 5년 연속 선정되어, 이 부문에서 5회 (연속으로) 선정된 유일한 골키퍼가 되었다.
2013년 1월, 카시야스의 중상으로, 모리뉴는 디에고 로페스를 세비야에서 수혈했다. 로페스는 안토니오 아단을 대신해 주전 수문장으로 중용되었고, 그는 카시야스가 부상에서 복귀한 후에도 그 자리를 지켰다. 2012-13 시즌 후, 모리뉴가 마드리드를 떠난 직후, 스페인의 미드필더 안드레스 이니에스타는 카시야스를 벤치에 놔둔 것을 비난했다.
2013년 중반, 카를로 안첼로티가 2013-14 시즌에 레알 마드리드 사령탑을 잡는 것으로 확정했다. 레알 마드리드는 시즌을 레알 베티스에게 2-1로 이기는 것으로 시작했지만, 카시야스는 또다시 후보로 대기만 했다. 그는 갈라타사라이와의 UEFA 챔피언스리그 조별 리그 경기에서 238일 만에 처음으로 주전으로 경기에 나섰지만, 14분에 세르히오 라모스가 본의 아니게 팔꿈치로 그를 가격하면서 부상을 당했고, 현장에서 나가 선방 연습니아 하는 정도가 됐다. 라 리가에서 디에고 로페스에 밀린 후보 골키퍼였지만, 카시야스는 UEFA 챔피언스리그와 코파 델 레이에서는 주전으로 출전했으며, 962분 무실점의 신기록을 세웠다. 2014년 2월 , 그는 코파 델 레이에서 결승전 전까지 모든 경기에 참가해 무실점을 기록한 최초의 골키퍼가 되었다. 4월 16일, 그는 메스타야에서 열린 결승전에 마드리드 주장으로 출전해 숙적 바르셀로나와의 경기에서 2-1로 이기는데 일조했다.
2014년 5월 24일, 카시야스는 2014 UEFA 챔피언스리그 결승전에서도 레알 마드리드의 주장으로 출전했는데, 리스본에서 아틀레티코 마드리드를 4-1로 이기고 개인 통산 3번째 대회 우승을 거두었다. 이는 레알 마드리드의 통산 10번째 우승이기도 했다. UEFA 챔피언스리그 우승 후인 2014-15 시즌, 그는 다시 주전 수문장을 맡았고, 2014년 8월 12일 세비야와의 UEFA 슈퍼컵에서 우승을 차지했다. 그는 연말에 FIFA 클럽 월드컵 우승을 거두었으며, 2014년 12월 20일, 2014 FIFA 클럽 월드컵 결승전에서는 700번째 경기 출전 기록을 세웠는데, 레알 마드리드는 산로렌소를 2-0으로 이겼다.

### 포르투
"자네는 항상 레알 마드리드의 상징적인 존재였고, 모든 것을 떠나 자네는 경기장에서 우리 중 동역할을 맡는 이들 중 최고였어. 지금 자네를 다른 유니폼을 보자니 이상할 것 같네. 힘네게 이케르!"
향후 행보에 많은 추측이 나오는 가운데, 2015년 7월 11일, 카시야스는 포르투갈의 포르투와 계약했고, 1년 연장할 권한도 얻었다. 레알 마드리드가 그를 방출한 일은 비난의 대상이 되었는데, 카시야스의 부모는 지지자들로부터 카시야스가 떠나야 한다고 요청을 받은 플로렌티노 페레스 회장에 의해 구단으로부터 쫓겨났다고 주장했다. 전 국가대표팀 동료이자, 같은 여름에 장기간 바르셀로나에서 성공을 거두고 떠난 차비 에르난데스도 레알 마드리드가 카시야스의 구단에 대한 공헌을 하찮게 생각한다고 비난했다.
그의 첫 프리메이라리가 경기는 8월 15일, 3-0으로 이긴 비토리아와의 이스타디우 두 드라강 안방 경기였다. 2015년 9월 29일, 카시야스는 샤비를 제치고 UEFA 챔피언스리그 최다 출전 기록을 세웠는데, 2-1로 이긴 첼시와의 안방 경기에서 152번째 UEFA 챔피언스리그 경기를 치렀다. 같은 시즌 카시야스는 에드빈 판 데르 사르가 지닌 UEFA 챔피언스리그 최다 무실점 경기 기록을 경신했는데, 2015년 10월 20일, 마카비 텔아비브와의 경기에서 2-0으로 이겨 포르투를 UEFA 챔피언스리그 G조 1위로 올려놓았다. 2016년 1월, 비토리아 드 기마량이스와의 리그 원정 경기에서 0-1로 패하자, 그는 치명적인 실수로 패배의 원흉으로 지목되었다.
2017년 5월 11일, 카시야스는 4-0으로 이긴 아로카와의 원정 경기에서 단일 시즌 16번째 무실점의 개인 신기록을 세웠다. 3월 14일, 카시야스는 0-1로 패한 유벤투스와의 UEFA 챔피언스리그 16강 2차전 원정 경기에서 자신의 175번째 유럽 구단 대항전 출전 기록을 세워 파올로 말디니를 제치고 UEFA 구단 대항전 역대 최다 출장 기록을 경신했다.
9월 13일, 카시야스는 포르투가 1-3으로 패한 베식타시와의 2017-18년 UEFA 챔피언스리그 안방 경기에서 라이언 긱스의 UEFA 챔피언스리그 19시즌 연속 출장 기록과 동률을 이루었다.

## 국가대표팀 경력

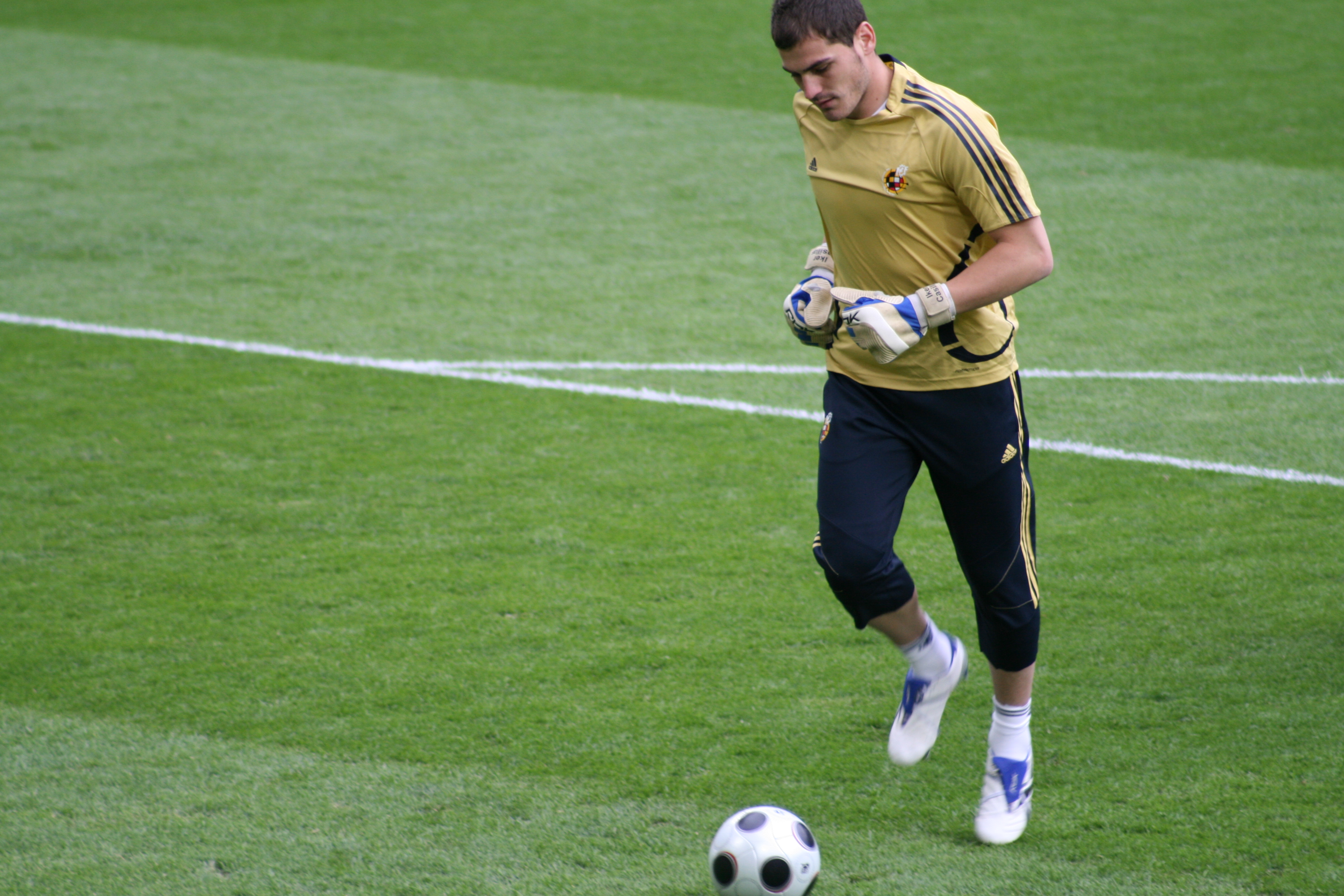
유로 2008에서 카시야스

카시야스는 U-17 대표팀으로 국가대표팀 경기에 처음 출전했다. 16세의 나이에 그는 이집트에서 열린 1997년 FIFA U-17 세계 축구 선수권 대회에서 3위를 할 당시 스페인 선수단의 최연소 선수였다. 그는 나중에 U-17 국가대표팀의 주장도 맡았다. 2년 후, 그는 FIFA 세계 청소년 축구 선수권 대회와 UEFA-CAF 자오선 컵에 둘 다 출전했다. 본래 후보 선수였으나, 그는 나중에 주전으로 도약했고, 결국 구단에서의 활약으로 첫 성인 국가대표팀 경기에 출전하게 되었다.
카시야스는 현재 스페인 국가대표팀 역대 최다 출전 선수이다. 그는 2000년 6월 3일, 스웨덴과의 경기에 (당시 19세 14일) 처음 출전한 후, UEFA 유로 2000에서는 후보로만 대기했다. 그는 2002년 FIFA 월드컵에 명단에 이름을 올려 본래 산티아고 카니사레스의 견습생이 될 예정이었다. 하지만, 카니사레스가 기행을 벌이다가 부상을 당하면서 낙마했고, 카시야스는 대회에 주전으로 나섰다. 21세의 나이로 카시야스는 대회에 참가한 최연소 수문장들 중 한명이었다. 그는 스페인이 아일랜드와의 16강전에서 승부차기를 벌일 때 두 명의 주자를 막아내는 큰 역할을 해내면서 "성인"이라는 별칭을 얻었다. 이어지는 대한민국에서 보인 선방은 2002년 FIFA 월드컵 최고의 선방 중 하나로 손꼽혔고, 역대 최고의 선방 10선에도 이름을 올렸다.

### UEFA 유로 2004와 2006년 FIFA 월드컵
카시야스는 UEFA 유로 2004 예선 6조 8경기에 모두 출전해 단 4번 실점했다. 그는 노르웨이와의 플레이오프 2차전에서 무실점으로 막아내 오슬로에서의 3-0 승리를 도왔고, 스페인이 참여한 UEFA 유로 2004의 3경기에 모두 선발로 출전했다. 그는 2006년 FIFA 월드컵에서도 선발로 기용되었고, 2경기에서는 주장 완장을 차고 임했지만, 붉은 군단이 16강전에서 지네딘 지단으로부터 영감을 받은 프랑스에게 1-3으로 패하는 것을 막지 못했다.

### UEFA 유로 2008
레알 마드리드 동료 라울이 UEFA 유로 2008의 선수단에서 제외되면서, 카시야스는 주장 완장의 주인이 되었다. 그는 러시아와 스웨덴과의 D조 처음 두 경기에 선발로 나선 뒤 그리스와의 최종전에서는 그의 후보인 페페 레이나가 대신 출전했다. 카시야스는 이탈리아와의 6월 22일 8강전에서 득점 없이 비긴 뒤 승부차기에서 안토니오 디 나탈레와 다니엘레 데 로시 두 명의 주자를 막아내 4-2 승리에 큰 힘을 주었다. 스페인은 이후 6월 29일에 독일과의 결승전에서 1-0으로 이겨 우승을 거두었다. 카시야스는 8강, 준결승, 그리고 결승전 경기를 무실점으로 끝냈고, 스웨덴과의 조별 리그전에서 즐라탄 이브라히모비치에게 한 골을 허용한 것이 마지막 실점이었다. 카시야스는 독일과의 2008년 6월 29일자 결승전에서 1-0으로 이기는 것으로 UEFA 유럽 축구 선수권 대회 우승을 거둔 최초의 골키퍼 주장으로 기록되었다.
2008년 10월, 카시야스와 그의 후보 수문장 페페 레이나는 스페인 최장 시간 무실점 국가대표팀 기록을 세웠다. 둘은 710분간 무실점을 기록해, 종전에 안도니 수비사레타와 프란시스코 부요가 세운 스페인 최장 시간 무득점 기록을 경신했다. 벨기에의 베슬러이 송크가 2010년 FIFA 월드컵 예선전에서 무득점 기록을 끝냈다.
카시야스는 2008년 발롱도르에서 크리스티아누 호날두, 리오넬 메시, 그리고 국가대표팀 동료 페르난도 토레스에 이어 4위로 평가를 받았는데, 그는 최고로 평가된 골키퍼였다. 카시야스는 같은 해 IFFHS에 의해 최우수 골키퍼로 선정되었다. 그는 올리버 칸을 넘어 역대 최우수 골키퍼 3위에 올랐다.

### 2010년 FIFA 월드컵
카시야스는 남아프리카 공화국에서 열린 2009년 FIFA 컨페더레이션스컵에서 스페인의 선발 골키퍼로 4경기 출전했고, 대회는 3위로 끝났다. 2009년 9월 5일, 벨기에와의 FIFA 월드컵 예선전에서 5-0으로 이기면서 카시야스는 수비사레타가 세운 56경기 최다 무실점 기록과 동률을 이루었고, 2009년 9월 9일에 벌어진 에스토니아와의 다음 경기에서는 수비사레타의 스페인 국가대표팀 최다 무실점 기록을 경신했다. 당시 카시야스는 98번째 국가대표팀 경기에 나선 반면, 수비사레타는 은퇴하기 전까지 126경기에 출전했었다. 두달 후, 카시야스는 아르헨티나와의 친선경기에서 스페인의 100번째 경기를 출전해 승리에 일조했는데, 그는 스페인 국가대표팀 역사상 100경기 이상 출전한 3번째 선수였다.

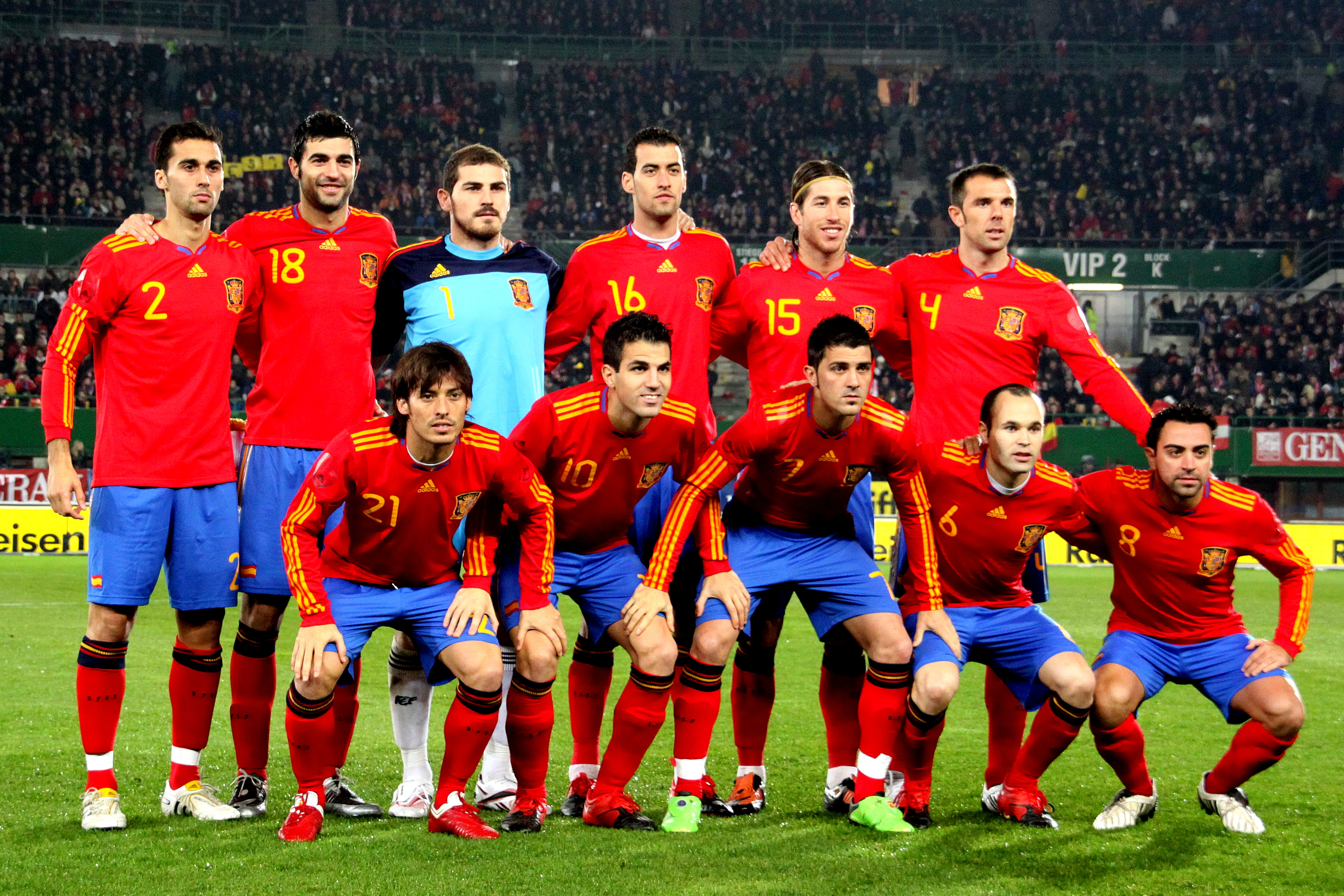
2010년 FIFA 월드컵에 참가한 이케르 카시야스 (윗줄 왼쪽에서 세 번째)

2010년 7월 11일, 카시야스는 스페인의 주장을 맡아 네덜란드와의 결승전 1-0 승리로 조국의 사상 첫 FIFA 월드컵 우승으로 이끌었다. 그리함에 따라 그는 (1934년의 잔피에로 콤비와 1982년의 디노 초프에 이어) FIFA 월드컵을 우승한 3번째 골키퍼로 기록되었다. 그는 최우수 골키퍼로도 선정되어 골든 글러브도 받았다. 남아프리카 공화국에서 열린 본선에서 정상에 오르는 과정에 그는 5경기를 무실점으로 마쳤고, 2골만 허용했으며, 파라과이와의 8강전에서는 페널티킥을 막아냈다. 결승전에서는 네덜란드의 공격을 두 차례 만들어냈는데, 아르연 로번이 수비를 모두 돌파하자 막아내어 0-0 상태를 유지시켜 팀의 우승에 크게 기여했다.
2011년 11월 15일, 카시야스는 2-2로 비긴 코스타리카와의 경기에서 안도니 수비사레타의 기록을 경신하고 스페인 역대 최다 출전 선수가 되었다.
2012년 2월 29일, 베네수엘라에게 5-0 대승을 거둔 경기에서, 카시야스는 에드빈 판 데르 사르와 함께 72경기 무실점 기록으로 어깨를 나란히 했다. 5월 30일, 대한민국에 4-1 승리를 거둘 때, 카시야스는 82분에 페페 레이나와 교체로 들어갔다. 이로써 카시야스는 95승으로 최다 국가대표팀 경기 기록을 또 써냈다. 6월 6일, 중국전 1-0 승리로, 카시야스는 74경기 무실점의 신기록을 세웠다.

### UEFA 유로 2012
"솔직히, 그가 얼마나 좋은 선수인지 많은 말을 할 필요는 없고, 결과가 모든 것을 말해줍니다. 그는 모든 것을 우승했고, 여전히 몇 년 동안 똑같이 정상을 지켰고, 그가 가장 상대하기 어려운 골키퍼일 것 같습니다. 스페인은 거의 실점하지 않고, 카시야스는 그 요인입니다."
2012년 7월 1일, 카시야스는 자국을 대표로 국제경기 100승을 달성한 최초의 선수가 되었다. 그는 UEFA 유로 2012에서 5경기 무실점을 거두면서 509분 무실점의 기록을 세워, 이탈리아의 디노 초프가 세운 494분 무실점 기록을 경신했다. 그가 대회에서 기록한 유일한 실점은 스페인의 대회 첫 경기인 이탈리아전에서 디 나탈레에 의해 기록되었고, 상대는 나중에 준우승을 차지했다. 카시야스는 이어 스페인 국가대표로 817분 무실점 기록을 세웠는데, 이 기록은 프랑스와의 경기 막판에 올리비에 지루에게 실점하면서 끝났다.

### 2014년 FIFA 월드컵
2013년 6월, 카시야스는 브라질에서 열린 2013년 FIFA 컨페더레이션스컵에 스페인 선수단의 일원으로 참가해 3경기를 출전했는데, 스페인은 결승전에 올랐지만 개최국에 패해 준우승으로 대회를 마무리했다. 2014년 6월, 카시야스는 2014년 FIFA 월드컵의 스페인 선수단 명단에 이름을 올려 자신의 4번째 FIFA 월드컵에 참가했다. 그는 첫 경기에서 5골을 실점한다. 당시 스페인은 샤비 알론소의 PK골로 앞서갔지만, 로빈 판 페르시와 데일리 블린트의 합작품으로 전반 막판 동점골을 허용한다. 후반전에서 카시야스는 4골을 실점하게 된다. 역전골은 라모스의 발을 맞아 굴절되었고, 세 번째 골 역은 스테판 더 프레이에게 허용한다. 그는 스네이더의 프리킥을 방어하기 위해 팔을 뻗었지만, 아쉬운 볼처리를 해내면서 비판을 받았지만 로빈 판 페르시가 골키퍼 보호구역에서 그의 진로를 방해했다. 실제로도 판 페르시는 카시야스가 뛰어오르는 과정에서 그의 뒤를 막아섰다. 카시야스는 판 페르시가 자신의 진로를 방했다고 항의했지만, 판정이 번복되기는커녕 도리어 자신이 옐로카드를 받는 사태가 발생한다.네 번째 골은 볼터치 미스로 로빈 판 페르시에게 공이 흘러갔다. 최선을 다해 몸을 던졌지만 저지하지 못 하고 허무하게 네 번째 골을 허용했다. 다섯 번째 골은 아르연 로번이 헌자 만들어낸 골이나 다름이 없었다. 로번은 패널티 박스에서 카시야스와 피케, 라모스를 가지고 놀며 무적함대를 완전히 침몰시켰다. 전 대회 우승국은 네덜란드에게 1-5로 대패했다. 경기 후, 카시야스는 패배에 대해 사죄했고, 자신의 활약을 역대 최악으로 평했다. 하지만 다수의 팬들은 카시야스의 실수로 들어간 골은 네 번째 골 뿐이라며 위로의 댓글을 달았다. 그는 칠레와의 2차전에도 출전했지만, 여기서도 0-2로 패하면서 스페인은 FIFA 월드컵에서 조기에 탈락했다. 그는 칠레에게 2번째 골을 실점할 때 알렉시스 산체스의 프리킥을 차를레스 아랑기스의 득점 경로로 쳐낸 것으로 질타를 받았다. 6월 23일, 카시야스는 오스트레일리아와 치른 스페인의 최종전에서 후보로 대기했고 페페 레이나가 대신 출전했다.

### UEFA 유로 2016
2015년 9월 5일, 카시야스는 오비에도의 카를로스 타르티에레에서 벌어진 슬로바키아와의 UEFA 유로 2016 예선전에서 스페인 국가대표팀 주장으로 100번째 무실점 경기를 치렀고, 경기는 2-0으로 이겼다. 2016년 3월 27일, 그는 루마니아와의 친선전에서 166번째 경기를 치러 라트비아의 비탈리스 아스타폐프스와 유럽 최다 출장 기록으로 어깨를 나란히 했다.
5월 31일, 카시야스는 비센테 델 보스케 감독에 의해 UEFA 유로 2016에 참가할 스페인 최종 명단에 자신의 이름을 올렸다. 그 다음 날, 잘츠부르크에서 벌어진 대한민국과의 친선전에서 167번째 경기에 출전해 유럽 최다 국가대표팀 경기 출전 선수로 기록되었고, 경기는 6-1 승리로 끝났다.
대회에서 그는 다비드 데 헤아에 밀린 후보 선수였다. 카시야스가 프랑스에서 열린 대회 본선에서 한 경기도 출전하지 못한 가운데 스페인은 이탈리아와의 16강전에서 0-2로 패해 탈락했다.

## 플레이스타일
역대 최고의 골키퍼로 평가되는 카시야스는 현역 기간 동안 젊은 시절부터 쌓아온 업적과 결정적인 순간에 나오는 선방 능력으로 "성 이케르" ("San Iker") 라는 별칭으로 불렸다. 전성기 때, 그는 운동 신경이 뛰어난 선수로 평가되었고, 민첩성, 반사신경, 꾸준함, 그리고 슛을 막아내는 능력으로 알려졌지만, 발도 잘 쓰고, 골대 사이에 위치를 잡는 능력, 집중력, 그리고 일 대 일 상황에서 순간적으로 방어하는 능력도 지녔다. 그는 페널티킥 선방에도 두각을 나타냈다. 내성적인 성격에도 불구하고, 그는 현역으로 활동하면서 강인한 성격, 강한 압박에서도 유지하는 평정심, 그리고 후방에서의 지도력으로 높이 평가를 받았다. 유망주 시절부터 조숙하다 평가를 받은 카시야스는 최상위권에서 오랫동안 꾸준한 활약을 펼처 찬사를 받았다. 명성과 골키퍼로서의 역량에도 불구하고, 현저히 작은 골키퍼로 분류되며 강력한 신체 능력이 부족하다는 혹평도 받았는데 그는 평론가로부터 공을 다루거나 크로스가 부정확하며, 공을 보내기 보다 쳐내는 쪽을 선호해 여러 차례 실수를 범했고, 말년에는 순발력이 떨어지면서 기량의 하락에도 영향을 미쳐 비평의 대상이 되었다. 비록 그는 스페인 골키퍼 치고는 발로 공을 다루는 능력에 한계가 있다는 비평가의 평론을 받기도 했지만, 카시야스는 현역 기간 동안 양손과 발의 공 배급 능력은 대체적으로 믿음직한 편이었고, 공을 길게 차내거나 던져 멀리 보낼 수 있었다.

## 후원
2012년 1월, 카시야스는 아디다스와 협찬 계약을 맺었고, 그에 따라 리스펀스 골키퍼 장갑과 프레데터 축구화를 사용하게 되었다. 이 아디다스와의 계약으로 카시야스는 2004년부터 맺은 리복과의 장기간 계약을 끝냈다. 2005년 2월, 카시야스는 축구 부문의 리복 주 광고 모델이었는데, "나는 나일 뿐이다"의 전세계적 광고 활동에 등장했다. 아디다스는 2005년을 기점으로 리복을 자회사로 거느리기 시작했다.

## 축구 외

### 사생활
2009년을 기점으로 카시야스는 스포츠 기자 사라 카르보네로와 가깝게 지내기 시작했다. 2014년 1월 3일, 장남 마르틴이 태어났다. 2015년 11월, 둘째의 출산이 임박했다고 밝혔으며 2016년 3월 20일, 두 사람은 공식적으로 결혼했다. 2016년 6월 2일, 차남 루카스가 태어났다. 그러나 카르보네로의 난소암 투병으로 인해 2021년 3월에 이혼했으며, 자식들도 안정적으로 키우고 카르보네로가 난소암으로 입원한 지금도 병원에서 만나는 것으로 보인다.

### 자선 활동
2011년, 카시야스는 유엔 개발 계획이 주관하는 천년 개발 목표의 친선 대사로 위촉되었다. 그 외에도, 그는 자신만의 자선 재단도 있다.

## 경력 통계

### 클럽
2016년 10월 16일 기준
| 클럽          | 시즌               | 리그               | 리그 | 리그 | 컵   | 컵 | 대륙 | 대륙 | 기타a | 기타a | 합계 | 합계 |
| 클럽          | 시즌               | 단계               | 출장 | 골   | 출장 | 골 | 출장 | 골   | 출장  | 골    | 출장 | 골   |
| ------------- | ------------------ | ------------------ | ---- | ---- | ---- | -- | ---- | ---- | ----- | ----- | ---- | ---- |
| 레알 마드리드 | 1999–2000          | 라 리가            | 27   | 0    | 5    | 0  | 12   | 0    | 3     | 0     | 47   | 0    |
| 레알 마드리드 | 2000–01            | 라 리가            | 34   | 0    | 0    | 0  | 11   | 0    | 2     | 0     | 47   | 0    |
| 레알 마드리드 | 2001–02            | 라 리가            | 25   | 0    | 5    | 0  | 9    | 0    | 1     | 0     | 40   | 0    |
| 레알 마드리드 | 2002–03            | 라 리가            | 38   | 0    | 0    | 0  | 15   | 0    | 2     | 0     | 55   | 0    |
| 레알 마드리드 | 2003–04            | 라 리가            | 37   | 0    | 2    | 0  | 9    | 0    | 2     | 0     | 50   | 0    |
| 레알 마드리드 | 2004–05            | 라 리가            | 37   | 0    | 0    | 0  | 10b  | 0    | —     | —     | 47   | 0    |
| 레알 마드리드 | 2005–06            | 라 리가            | 37   | 0    | 4    | 0  | 7    | 0    | —     | —     | 48   | 0    |
| 레알 마드리드 | 2006–07            | 라 리가            | 38   | 0    | 0    | 0  | 7    | 0    | —     | —     | 45   | 0    |
| 레알 마드리드 | 2007–08            | 라 리가            | 36   | 0    | 0    | 0  | 8    | 0    | 2     | 0     | 46   | 0    |
| 레알 마드리드 | 2008–09            | 라 리가            | 38   | 0    | 0    | 0  | 7    | 0    | 2     | 0     | 47   | 0    |
| 레알 마드리드 | 2009–10            | 라 리가            | 38   | 0    | 0    | 0  | 8    | 0    | —     | —     | 46   | 0    |
| 레알 마드리드 | 2010–11            | 라 리가            | 35   | 0    | 8    | 0  | 11   | 0    | —     | —     | 54   | 0    |
| 레알 마드리드 | 2011–12            | 라 리가            | 37   | 0    | 4    | 0  | 10   | 0    | 2     | 0     | 53   | 0    |
| 레알 마드리드 | 2012–13            | 라 리가            | 19   | 0    | 3    | 0  | 5    | 0    | 2     | 0     | 29   | 0    |
| 레알 마드리드 | 2013–14            | 라 리가            | 2    | 0    | 9    | 0  | 13   | 0    | —     | —     | 24   | 0    |
| 레알 마드리드 | 2014–15            | 라 리가            | 32   | 0    | 0    | 0  | 10   | 0    | 5     | 0     | 47   | 0    |
| 레알 마드리드 | 레알 마드리드 합계 | 레알 마드리드 합계 | 510  | 0    | 40   | 0  | 152  | 0    | 23    | 0     | 725  | 0    |
| 포르투        | 2015–16            | 프리메이라리가     | 32   | 0    | 0    | 0  | 8    | 0    | 0     | 0     | 40   | 0    |
| 포르투        | 2016–17            | 프리메이라리가     | 7    | 0    | 0    | 0  | 4    | 0    | 0     | 0     | 11   | 0    |
| 포르투        | 포르투 합계        | 포르투 합계        | 39   | 0    | 0    | 0  | 12   | 0    | 0     | 0     | 51   | 0    |
| 경력 합계     | 경력 합계          | 경력 합계          | 549  | 0    | 40   | 0  | 164  | 0    | 23    | 0     | 776  | 0    |

 a 수페르코파 데 에스파냐, UEFA 슈퍼컵, 및 FIFA 클럽 월드컵 경기 포함 

 b UEFA 챔피언스리그 2004-05의 예선전 2경기 포함

### 국가대표팀

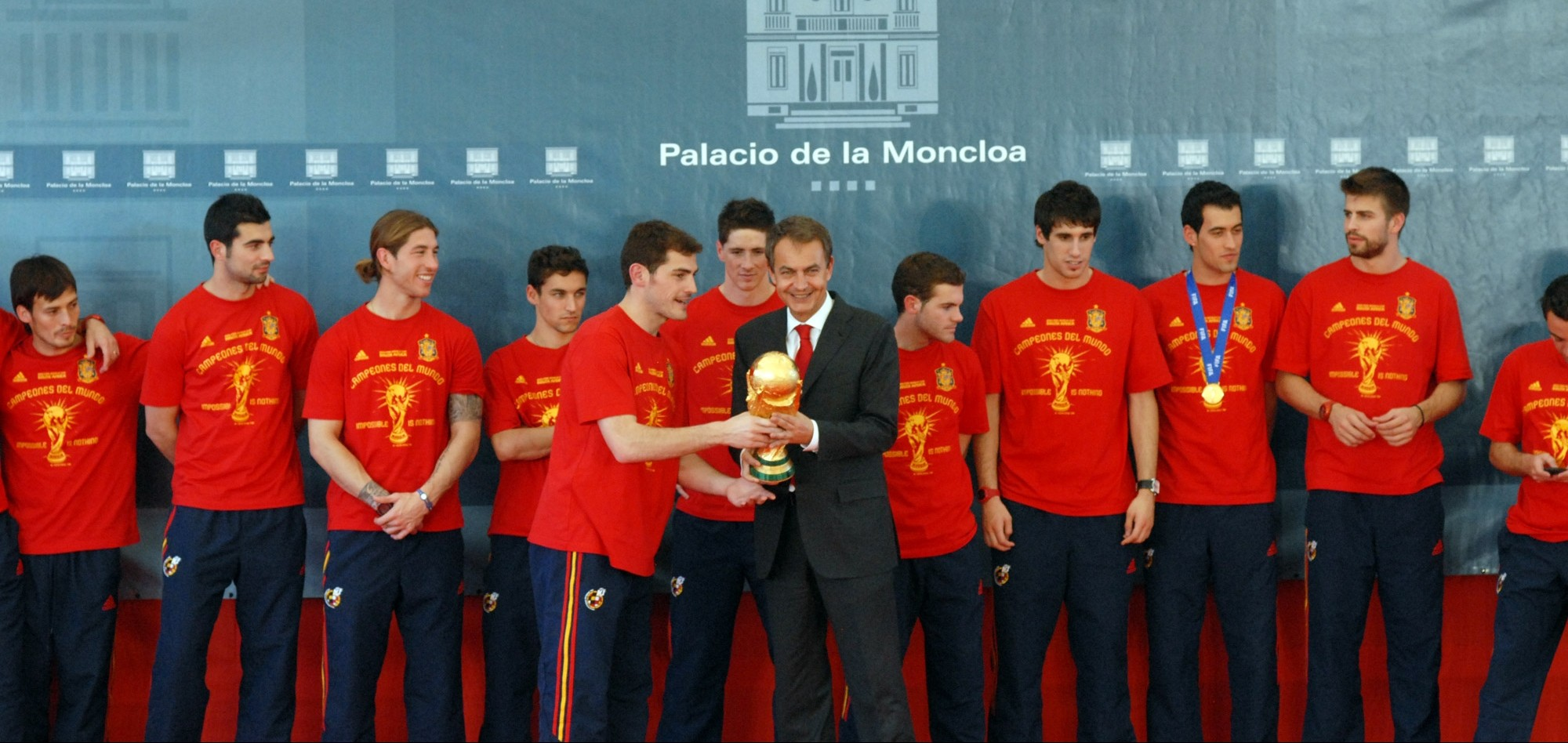
2010년 스페인의 우승 후 FIFA 월드컵 트로피를 들어올리는 카시야스와 호세 루이스 로드리게스 사파테로 총리

2016년 6월 1일 기준
| 스페인 국가대표팀 | 스페인 국가대표팀 | 스페인 국가대표팀 |
| 연도              | 출장              | 골                |
| ----------------- | ----------------- | ----------------- |
| 2000              | 6                 | 0                 |
| 2001              | 5                 | 0                 |
| 2002              | 11                | 0                 |
| 2003              | 11                | 0                 |
| 2004              | 12                | 0                 |
| 2005              | 10                | 0                 |
| 2006              | 10                | 0                 |
| 2007              | 8                 | 0                 |
| 2008              | 15                | 0                 |
| 2009              | 13                | 0                 |
| 2010              | 15                | 0                 |
| 2011              | 11                | 0                 |
| 2012              | 16                | 0                 |
| 2013              | 9                 | 0                 |
| 2014              | 8                 | 0                 |
| 2015              | 5                 | 0                 |
| 2016              | 2                 | 0                 |
| 합계              | 167               | 0                 |

## 수상

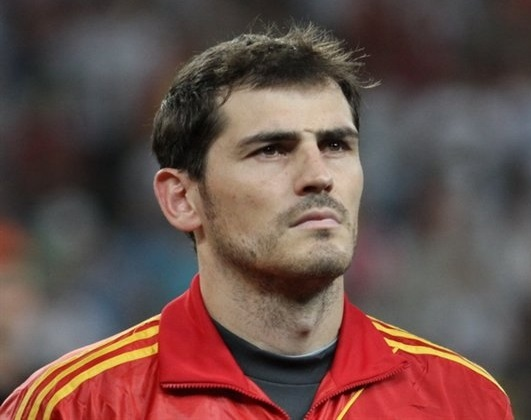
UEFA 유로 2012의 카시야스

### 클럽[113][114]
- 라 리가: 2000–01, 2002–03, 2006–07, 2007–08, 2011–12
- 코파 델 레이: 2010–11, 2013–14
- 수페르코파 데 에스파냐: 2001, 2003, 2008, 2012
- UEFA 챔피언스리그: 1999–2000, 2001–02, 2013–14
- UEFA 슈퍼컵: 2002, 2014
- FIFA 클럽 월드컵: 2014
- 인터콘티넨털컵: 2002
- 프리메이라리가 : 2017-18
- 수페르타사 칸디두 데 올리베이라 : 2018

### 국가 대표[113][114]
- FIFA 월드컵 : 2010
- UEFA 유로 : 2008, 2012
- FIFA 컨페더레이션스컵 : 준우승 (2013)
- FIFA U-20 월드컵 : 1999
- UEFA U-16 유로 : 1997

### 개인[114]
- 브라보상 : 2000[115]
- 라리가 신인왕 : 2000
- 라리가 최우수 골키퍼 : 2009, 2012
- BBVA 페어플레이 상 : 2012–13
- 사모라 트로피 : 2007–08
- 프리메이라리가 최우수 골키퍼 : 2018-19
- 프리메이라리가 올해의 팀 : 2018-19
- 프리메이라리가 페어 플레이상 : 2017-18
- 유럽 최우수 골키퍼 : 2010
- IFFHS 최우수 골키퍼 : 2008, 2009, 2010, 2011, 2012
- FIFA FIFPro 세계 XI : 2008, 2009, 2010, 2011, 2012
- FIFA 월드컵 골든 글러브 : 2010[116]
- FIFA 월드컵 드림팀 : 2010
- UEFA 유로 대회 베스트 : 2008, 2012
- UEFA 올해의 팀 : 2007, 2008, 2009, 2010, 2011, 2012
- ESM 올해의 팀 : 2008
- UEFA 궁극의 올해의 팀 (2015년 실시)[117]
- 글로브사커 어워드 커리어 공로상 : 2020
- 골든풋 : 2017

#### 발롱도르 순위
- 2007 - 27
- 2008 - 4
- 2009 - 16
- 2010 - 7
- 2011 - 9
- 2012 - 6

#### FIFA 올해의 선수[118]
- 2008 - 8
- 2009 - 17

### 훈장
| 훈장                       | 연도 |
| -------------------------- | ---- |
| 왕립 체육 훈장 금상        | 2009 |
| 나발라크루스 최고의 아들   | 2010 |
| 모스톨레스 최고의 아들     | 2010 |
| 왕립 체육 훈장 공로 십자가 | 2015 |

## 같이 보기
- A매치 100경기 이상 출전한 축구 선수 명단